# Запалювальний отвір

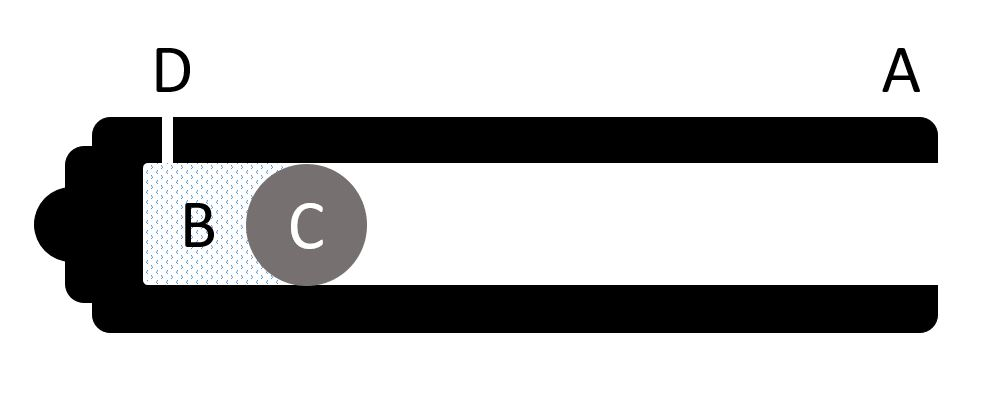
A — ствол, B — заряд, C — снаряд, D — запалювальний отвір

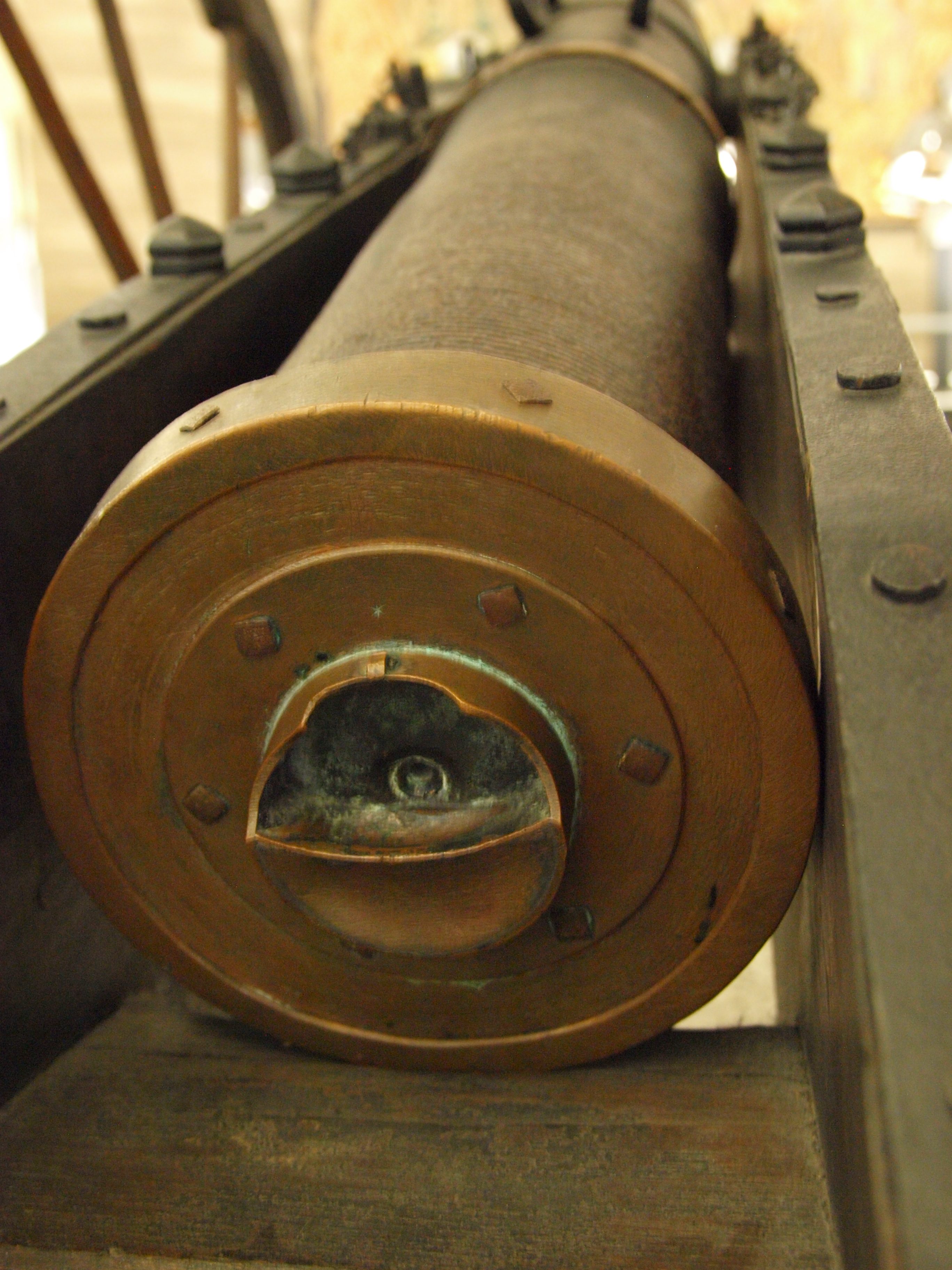
Запалювальний отвір по осі ствола

Запа́лювальний отвір — маленький отвір у казенній частині ствола дульнозарядної зброї (гармати чи рушниці). Щодо запалювального каналу казеннозарядних гармат вживається термін «запал».

## Опис
Призначається для передачі запалу від натруски до заряду в зарядній каморі. У ручній вогнепальній зброї займання натруски відбувається на влаштованій збоку ствола зарядній полиці, біля якої і розташований отвір. Запалювальний отвір капсульного замка служить для розміщення брандтрубки, на кінець якої надівається капсуль-пістон. У дульнозарядних гарматах у розташований зверху запалювальний отвір засипався порох чи вставлялася запальна трубка, а первісне запалення здійснювалося ґнотом, прикріпленим до запальника, або кременевим чи тертковим механізмом. Первісно запалювальний отвір був похилим, виходячи на поверхню тарелі, потім його стали робити вертикальним. Для захисту бронзи ствола від згубної дії порохових газів в отвір угвинчували мідну трубку — запалювальний гвинт. Після пострілу запалювальний отвір прочищали протравником — залізним стрижнем. На марші для захисту отвору від вологи і пилу казенну частину закривали зверху покришкою із свинцевого листа з просиленим крізь прорізі ременем.
У казеннозарядних гарматах канал запалу проходить або похило (у клинових затворах) або по осі ствола (у поршневих затворах).

## Заклепування запалювальних отворів

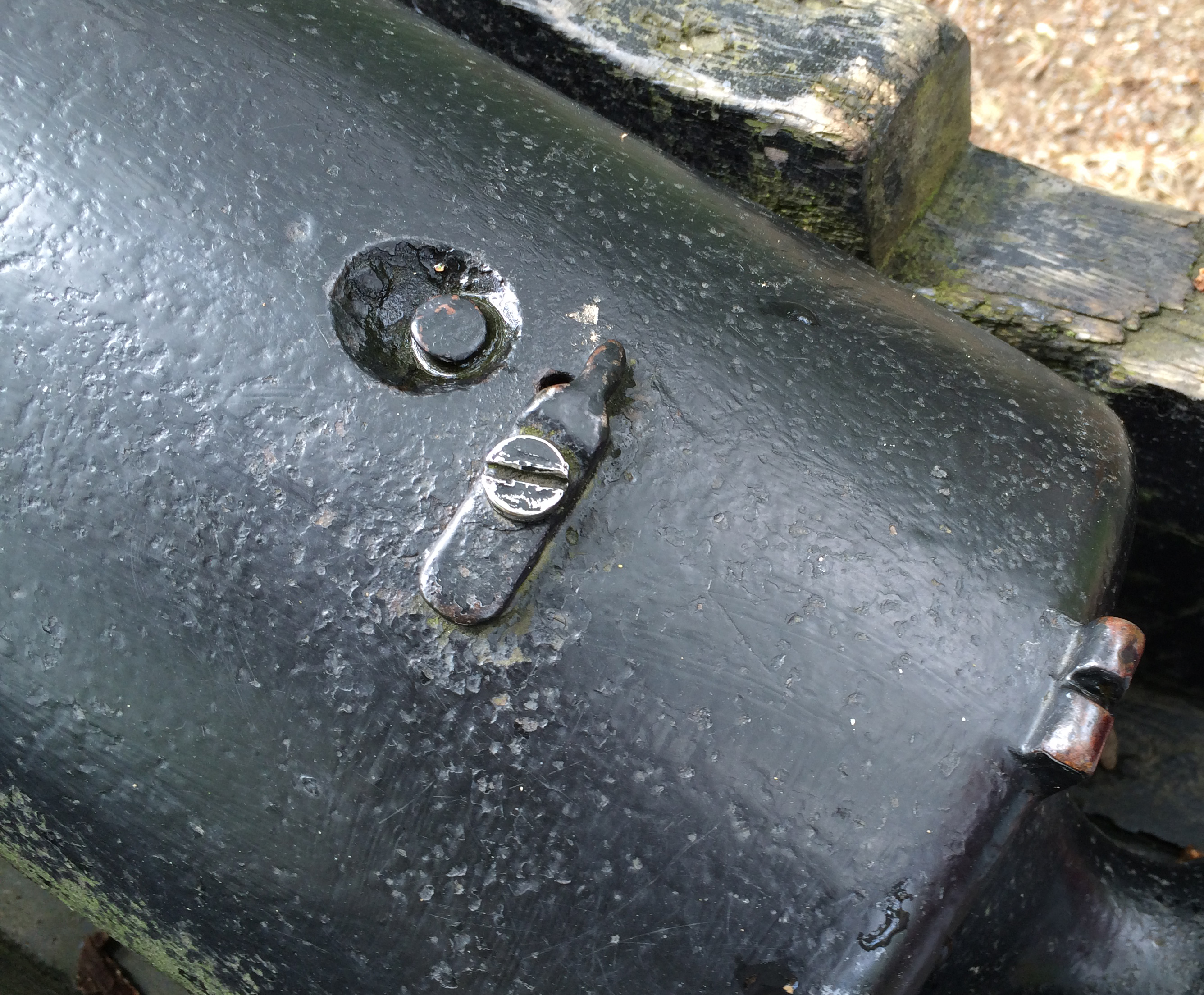
Заклепаний запалювальний отвір гармати XIX століття

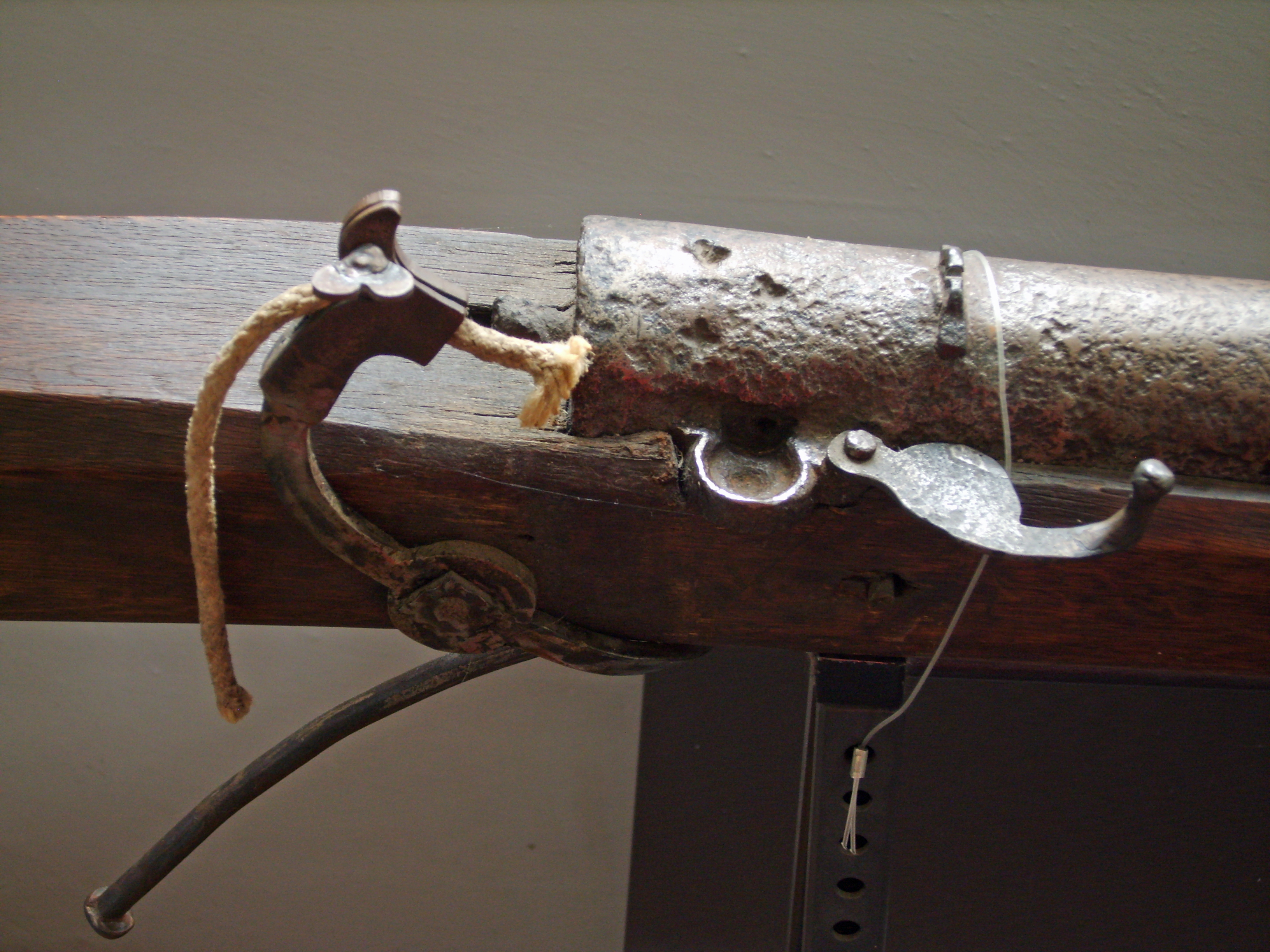
Поличка і запалювальний отвір ґнотової рушниці.

Заклепування запалювальних отворів застосовувалося у випадку загрози захоплення гармат противником, з метою привести їх у непридатність для стрільби. Для цього використовувалися спеціальні зайоржені цвяхи, які вбивали молотком у запалювальні отвори («заклепували»).
Якщо зайоржених цвяхів не було в наявності, для заклепування могли використовуватися і голчасті багнети, вставлені в отвори і потім обламані. Вюртемберзький генерал Фрідріх Вільгельм фон Бісмарк радив кожному кавалеристу мати приладдя для заклепування гармат. Окрім заклепування запалювальних отворів, для приведення гармат у непридатність використовувалися й інші способи: наприклад, спалення дерев'яних лафетів чи обламування стволових цапф.
З метою заклепування гармат противника також здійснювалися секретні рейди: наприклад, напад Дж. Джонса на гавань Вайтгевена під час Американської війни за Незалежність.

## Сучасна зброя
Запалювальні отвори (один чи два) присутні на гільзах більшості унітарних набоїв (центрального запалення, шпилькових), де розташовуються, як правило, в заглибині для розміщення капсулів. У набоях кільцевого запалення отвори відсутні.

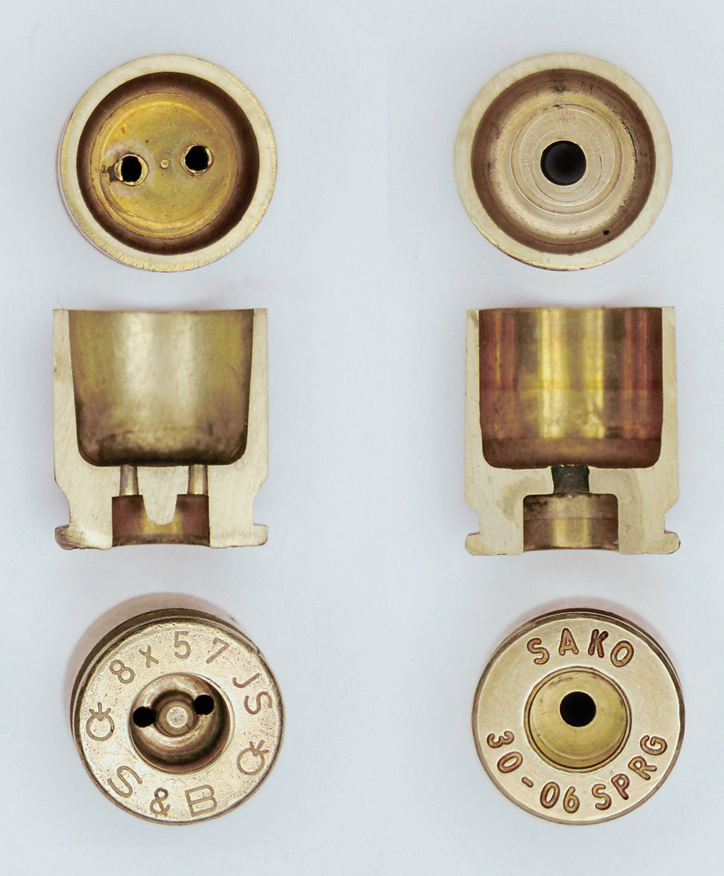
Набій Бердана (ліворуч) і Боксера (праворуч).
Запалення в різних типах набоїв